# Leymah Gbowee
Leymah Gbowee   (Monròvia, 1 de febrer de 1972) és una activista africana responsable de l'organització d'un moviment en pro de la no-violència, que va aconseguir l'any 2003 la fi de la Segona Guerra Civil Liberiana i les eleccions que portaren Ellen Johnson Sirleaf a la presidència de Libèria, la primera dona elegida presidenta en un país africà. Ambdues foren guardonades amb el Premi Nobel de la Pau l'any 2011, en reconeixement de «la seva lluita no-violenta per la seguretat de les dones i pel seu dret a participar plenament en la construcció de la pau», juntament amb la iemenita Tawakul Karman.

## Biografia
Leymah Gbowee va néixer a la Libèria central. Amb 17 anys va traslladar-se a Monròvia a causa de la Primera Guerra Civil Liberiana. Va rebre formació com a terapeuta i va treballar amb nens soldat de l'exèrcit de Charles Taylor. Rodejada per les imatges de la guerra se li atribueix la reflexió que si "s'han de fer canvis a la societat han de ser fets per les mares". Gbowee és mare de sis fills.
L'any 2002, durant la Segona Guerra Civil Liberiana, com a treballadora social organitzà l'associació de Women of Liberia Mass Action for Peace. El moviment comença amb un grup de dones que pregaven i cantaven en un mercat de peix. Va organitzar les dones cristianes i musulmanes de la ciutat de Monròvia per resar per la pau i per protagonitzar protestes a favor de la no-violència.
Al cap del temps aquestes dones aconseguiren entrevistar-se amb el president Charles Taylor i extreure'n el compromís d'assistir a una conferència de pau a Ghana. Gbowee va liderar una delegació de dones que van protagonitzar diferents protestes a Accra per tal d'exercir pressió durant la conferència. Mitjançant diferents protestes silencioses als afores del Palau Presidencial d'Accra aconseguiren un acord per part dels negociadors.
Leymah Gbowee i Comfort Freeman, presidents de dues esglésies luteranes, organitzaren les dones en una xarxa per la consolidació de la pau (WIPNET) i feren el següent comunicat dirigit al president:
| « | En el passat hem guardat silenci, però després d'haver estat assassinats, violats, deshumanitzats i infectats amb malalties i, veient els nostres fills i les nostres famílies destrossades, la guerra ens ha ensenyat que el futur consisteix en dir NO a la violència i SI a la pau. No descansarem fins que la pau s'imposi. | » |

El moviment culminà amb la fi de la Segona Guerra Civil Liberiana i l'elecció de Ellen Johnson Sirleaf com a presidenta del país, la primera dona presidenta a Àfrica ser elegida de forma democràtica.
El documental Pray the Devil Back to Hell (2008) se centra en la seva tasca per emetre un manifest a favor de la no-violència a l'Àfrica, particularment en zones conflictives com el Sudan i Zimbàbue.